# Jared Dudley
Jared Anthony Dudley (San Diego, 10 luglio 1985) è un allenatore di pallacanestro ed ex cestista statunitense, di ruolo ala piccola.

## Statistiche

### College
| Anno      | Squadra          | PG  | PT  | MP   | TC%  | 3P%  | TL%  | RP  | AP  | PRP | SP  | PP   |
| --------- | ---------------- | --- | --- | ---- | ---- | ---- | ---- | --- | --- | --- | --- | ---- |
| 2003-2004 | Boston C. Eagles | 34  | 34  | 34,0 | 46,5 | 31,6 | 72,3 | 6,6 | 2,8 | 1,3 | 0,2 | 11,9 |
| 2004-2005 | Boston C. Eagles | 30  | 30  | 36,0 | 48,8 | 33,3 | 75,4 | 7,5 | 3,2 | 1,6 | 0,2 | 16,5 |
| 2005-2006 | Boston C. Eagles | 36  | 36  | 37,2 | 49,4 | 35,1 | 71,0 | 6,6 | 3,2 | 1,1 | 0,3 | 16,7 |
| 2006-2007 | Boston C. Eagles | 30  | 30  | 38,4 | 56,2 | 44,3 | 74,3 | 8,3 | 3,0 | 1,4 | 0,3 | 19,0 |
| Carriera  | Carriera         | 130 | 130 | 36,4 | 50,4 | 36,5 | 73,1 | 7,2 | 3,0 | 1,4 | 0,3 | 15,9 |

### NBA

#### Regular Season
| Anno       | Squadra           | PG  | PT  | MP   | TC%  | 3P%  | TL%  | RP  | AP  | PRP | SP  | PP   |
| ---------- | ----------------- | --- | --- | ---- | ---- | ---- | ---- | --- | --- | --- | --- | ---- |
| 2007-2008  | Charlotte Bobcats | 73  | 14  | 19,0 | 46,8 | 22,0 | 73,7 | 3,9 | 1,1 | 0,8 | 0,1 | 5,8  |
| 2008-2009  | Charlotte Bobcats | 20  | 7   | 21,4 | 46,9 | 37,5 | 62,5 | 3,0 | 1,0 | 0,9 | 0,1 | 5,4  |
| 2008-2009  | Phoenix Suns      | 48  | 0   | 15,2 | 48,1 | 39,4 | 69,1 | 3,0 | 0,8 | 0,8 | 0,1 | 5,5  |
| 2009-2010  | Phoenix Suns      | 82  | 1   | 24,3 | 45,9 | 45,8 | 75,4 | 3,4 | 1,4 | 1,0 | 0,2 | 8,2  |
| 2010-2011  | Phoenix Suns      | 82  | 15  | 26,1 | 47,7 | 41,5 | 74,3 | 3,9 | 1,3 | 1,1 | 0,2 | 10,6 |
| 2011-2012  | Phoenix Suns      | 65  | 60  | 31,1 | 48,5 | 38,3 | 72,6 | 4,6 | 1,7 | 0,8 | 0,3 | 12,7 |
| 2012-2013  | Phoenix Suns      | 79  | 50  | 27,5 | 46,8 | 39,1 | 79,6 | 3,1 | 2,6 | 0,9 | 0,1 | 10,9 |
| 2013-2014  | L.A. Clippers     | 74  | 43  | 23,4 | 43,8 | 38,0 | 65,5 | 2,2 | 1,4 | 0,6 | 0,1 | 6,9  |
| 2014-2015  | Milwaukee Bucks   | 72  | 22  | 23,8 | 46,8 | 38,5 | 71,6 | 3,1 | 1,8 | 1,0 | 0,2 | 7,2  |
| 2015-2016  | Wash. Wizards     | 81  | 41  | 25,9 | 47,8 | 42,0 | 73,5 | 3,5 | 2,1 | 0,9 | 0,2 | 7,9  |
| 2016-2017  | Phoenix Suns      | 64  | 7   | 21,3 | 45,4 | 37,9 | 66,2 | 3,5 | 1,9 | 0,7 | 0,3 | 6,8  |
| 2017-2018  | Phoenix Suns      | 48  | 0   | 14,3 | 39,3 | 36,3 | 77,1 | 2,0 | 1,6 | 0,5 | 0,2 | 3,2  |
| 2018-2019  | Brooklyn Nets     | 59  | 25  | 20,7 | 42,3 | 35,1 | 69,6 | 2,6 | 1,4 | 0,6 | 0,3 | 4,9  |
| 2019-2020† | L.A. Lakers       | 45  | 1   | 8,1  | 40,0 | 42,9 | 100  | 1,2 | 0,6 | 0,3 | 0,1 | 1,5  |
| 2020-2021  | L.A. Lakers       | 12  | 0   | 6,8  | 22,2 | 33,3 | -    | 1,8 | 0,4 | 0,1 | 0,1 | 0,5  |
| Carriera   | Carriera          | 904 | 286 | 22,3 | 46,3 | 39,3 | 73,2 | 3,2 | 1,5 | 0,8 | 0,2 | 7,3  |

#### Playoffs
| Anno     | Squadra         | PG | PT | MP   | TC%  | 3P%  | TL%  | RP  | AP  | PRP | SP  | PP  |
| -------- | --------------- | -- | -- | ---- | ---- | ---- | ---- | --- | --- | --- | --- | --- |
| 2010     | Phoenix Suns    | 16 | 0  | 23,6 | 46,5 | 42,4 | 60,7 | 3,8 | 1,8 | 1,1 | 0,4 | 7,6 |
| 2014     | L.A. Clippers   | 7  | 0  | 6,4  | 27,3 | 50,0 | -    | 0,9 | 0,3 | 0,1 | 0,0 | 1,3 |
| 2015     | Milwaukee Bucks | 6  | 0  | 18,3 | 46,7 | 57,1 | 57,1 | 1,8 | 1,3 | 2,0 | 0,3 | 6,7 |
| 2019     | Brooklyn Nets   | 4  | 2  | 20,5 | 27,3 | 22,2 | 100  | 0,5 | 2,8 | 0,8 | 0,3 | 3,0 |
| 2020†    | L.A. Lakers     | 9  | 0  | 3,4  | 0,0  | 0,0  | -    | 0,2 | 0,0 | 0,4 | 0,1 | 0,0 |
| 2021     | L.A. Lakers     | 2  | 0  | 2,5  | -    | -    | -    | 0,0 | 0,0 | 0,0 | 0,0 | 0,0 |
| Carriera | Carriera        | 44 | 2  | 14,8 | 42,3 | 41,8 | 64,1 | 1,8 | 1,1 | 0,9 | 0,2 | 4,2 |

## Palmarès

### Club

#### Competizioni nazionali
- Campionato NBA: 1

Los Angeles Lakers: 2020

### Individuale
- NCAA AP All-America Second Team: 1

2007